# Arboleda, San Pedro Ixtlahuaca
Arboleda är en ort i Mexiko.   Den ligger i kommunen San Pedro Ixtlahuaca och delstaten Oaxaca, i den sydöstra delen av landet, 400 km sydost om huvudstaden Mexico City. Arboleda ligger 1 658 meter över havet och antalet invånare är 114.
Terrängen runt Arboleda är kuperad åt sydost, men åt nordväst är den platt. Terrängen runt Arboleda sluttar österut. Runt Arboleda är det mycket tätbefolkat, med 3 494 invånare per kvadratkilometer. Närmaste större samhälle är Oaxaca de Juárez, 6,9 km öster om Arboleda. Trakten runt Arboleda består till största delen av jordbruksmark.